# 大森郵便局 (秋田県)
大森郵便局（おおもりゆうびんきょく）は、秋田県横手市大森町字大森にある郵便局。民営化前の分類では集配特定郵便局であった。

## 概要
- 住所：〒013-0599 秋田県横手市大森町字大森215

1880年（明治13年）7月に大森郵便局として開設。開設当時は、平鹿郡大森村、袴形村、十日町村、上溝村、猿田村、八沢木村、坂部村の7村全域の集配業務を受け持っていたが、その後何度かの集配区域の変更を経ている。

## 沿革
- 1880年（明治13年）7月1日 - 大森郵便局（五等）として開設。
- 1885年（明治18年）
  - 7月1日 - 田根森郵便局[1]の廃止に伴い、平鹿郡阿気村全域の集配業務を移管。
  - 10月1日 - 貯金取扱を開始[2]。
- 1886年（明治19年）5月15日 - 三等局に昇格。
- 1892年（明治25年）
  - 5月16日 - 為替取扱を開始。
  - 11月1日 - 小為替振出事務取扱を開始[3]。
- 1893年（明治26年）
  - 4月1日 - 平鹿郡阿気村全域の集配業務を沼館郵便局（現在の雄物川郵便局）に、平鹿郡八沢木村坂部の集配業務を湯本郵便局（現在の外小友郵便局）にそれぞれ移管。
  - 6月1日 - 大森村120番地に移転。
- 1899年（明治32年）12月1日 - 小包郵便取扱を開始[4]。
- 1907年（明治40年）12月21日 - 電信事務を開始[5]。
- 1909年（明治42年）3月16日 - 平鹿郡川西村字十日町の集配業務を角間川郵便局に移管。
- 1923年（大正12年）
  - 5月26日 - 特設電話加入申込の受理を開始[6]。
  - 12月6日 - 電話通話事務を開始[7]。
- 1924年（大正13年）3月16日 - 電話交換業務を開始[8]。
- 1935年（昭和10年）11月26日 - 集配業務の一部を八沢木郵便局に移管。
- 1973年（昭和48年）7月18日 - 電話交換業務を横手電報電話局に移管[9]。
- 1990年（平成2年）10月8日 - 八沢木郵便局から集配業務を移管。
- 2007年（平成19年）10月1日 - 民営化に伴い、併設された郵便事業横手支店大森集配センターに一部業務を移管。
- 2012年（平成24年）10月1日 - 日本郵便株式会社の発足に伴い、郵便事業横手支店大森集配センターを大森郵便局に統合。

## 取扱内容
- 郵便、印紙、ゆうパック、チルドゆうパック、内容証明、国際郵便
- 貯金、為替、振替、振込、国債、財形定額貯金
- 生命保険、バイク自賠責保険、がん保険
- 宝くじの販売
- ゆうちょ銀行ATM
- 横手市内の一部地域（〒013-05xx）の集配業務

## 周辺
- 横手市役所 大森地域局
- 横手市立大森小学校
- 大森公園
- 雄物川

## アクセス
- 羽後交通バス（大森線）
- E47 秋田自動車道 大曲ICから秋田県道36号大曲大森羽後線経由、南へ約12km
- E47 秋田自動車道 横手北SICから秋田県道29号横手大森大内線経由、西へ約8km
- 駐車場：6台